# Citroën Survolt
El Citroën Survolt es un prototipo de automóvil deportivo presentado por la empresa francesa de automóviles Citroën en marzo de 2010 en el Salón del Automóvil de Ginebra. Fue mostrado nuevamente con variaciones estéticas (cambiaba el color de contraste violeta del original por el azul) en septiembre en el Salón del Automóvil de París. Y fue presentado a la prensa con una prueba en noviembre del mismo año en el circuito francés de Ecuyers, a 85 km de París.

## Diseño
El Survolt, con un peso aprox. de 1100 kg, mide 3,85 metros (12,63 pies) de largo, 1,87 metros (6,14 pies) de ancho y 1,20 metros (3,94 pies) de alto y presenta un diseño con el frente dominado por la insignia del vehículo ubicada sobre la gran parrilla de forma ovalada.
El automóvil tiene faros LED horizontales que tienen un menor consumo de energía que las bombillas de filamento tradicionales, lo que es importante en un vehículo que funciona con batería.
En la parte trasera, el Survolt mantiene el diseño de grupo de luces utilizado en el REVOLTe y tiene un spoiler para aumentar la carga aerodinámica trasera.
Un Art Car basado en el Survolt fue diseñado con la colaboración de Françoise Nielly en 2011.
Motor y tren motriz El Survolt funciona con un par de motores eléctricos con una potencia combinada de 300 CV (220 kW). Su velocidad máxima es de 260 km / h (162 mph) y puede acelerar de 0 a 100 km / h (62 mph) en menos de 5 segundos. Citroën afirma que las baterías proporcionan un alcance de 200 km (124 millas).

## Motorsports
El DS Survolt hizo su primera aparición en una pista de carreras en Le Mans el 12 de julio de 2010. Vanina Ickx fue la primera piloto en ponerse al volante del Survolt. Aunque no se ha confirmado que el Survolt se produzca alguna vez, hay rumores de que DS Automobiles quiere crear una producción limitada de un concepto de tamaño compacto basado en este automóvil y comenzar una serie de carreras de una sola marca .

## Apariciones en los medios
El DS Survolt aparece en Asphalt 6: Adrenaline (como Citroën Survolt), Asphalt 8: Airborne y GT Racing 2: The Real Car Experience , todos los cuales son juegos de carreras móviles de Gameloft . También está disponible en Driveclub para PlayStation 4 como contenido descargable gratuito .
El programa británico de pruebas de conducción de automóviles Top Gear ha conducido el automóvil por su famosa pista de pruebas y le ha dado altas calificaciones, excepto por el hecho de que es excepcionalmente difícil subir y bajar.

## Características técnicas
- Dos motores eléctricos.
- Potencia: 300 CV / 62Kw
- Par motor: ¿?.
- Peso total: 1.100 kilos.
- Aceleración: De 0 a 100 kilómetros por hora en 5 segundos
- Velocidad punta: 260 km/h / 162 mph.

## Galería
Galería de la presentación del Citroën Survolt en Ginebra.

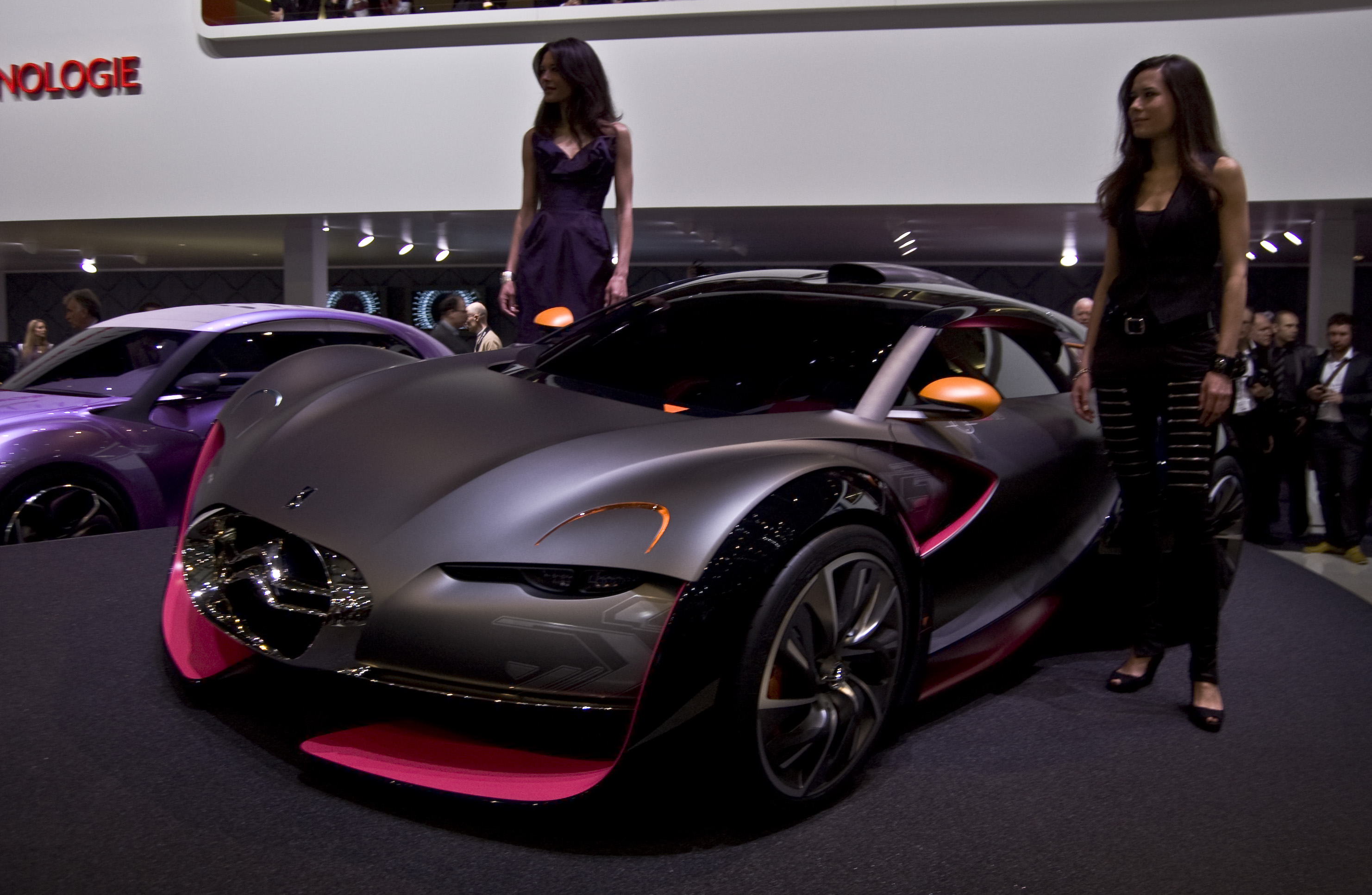
Citroën Survolt.
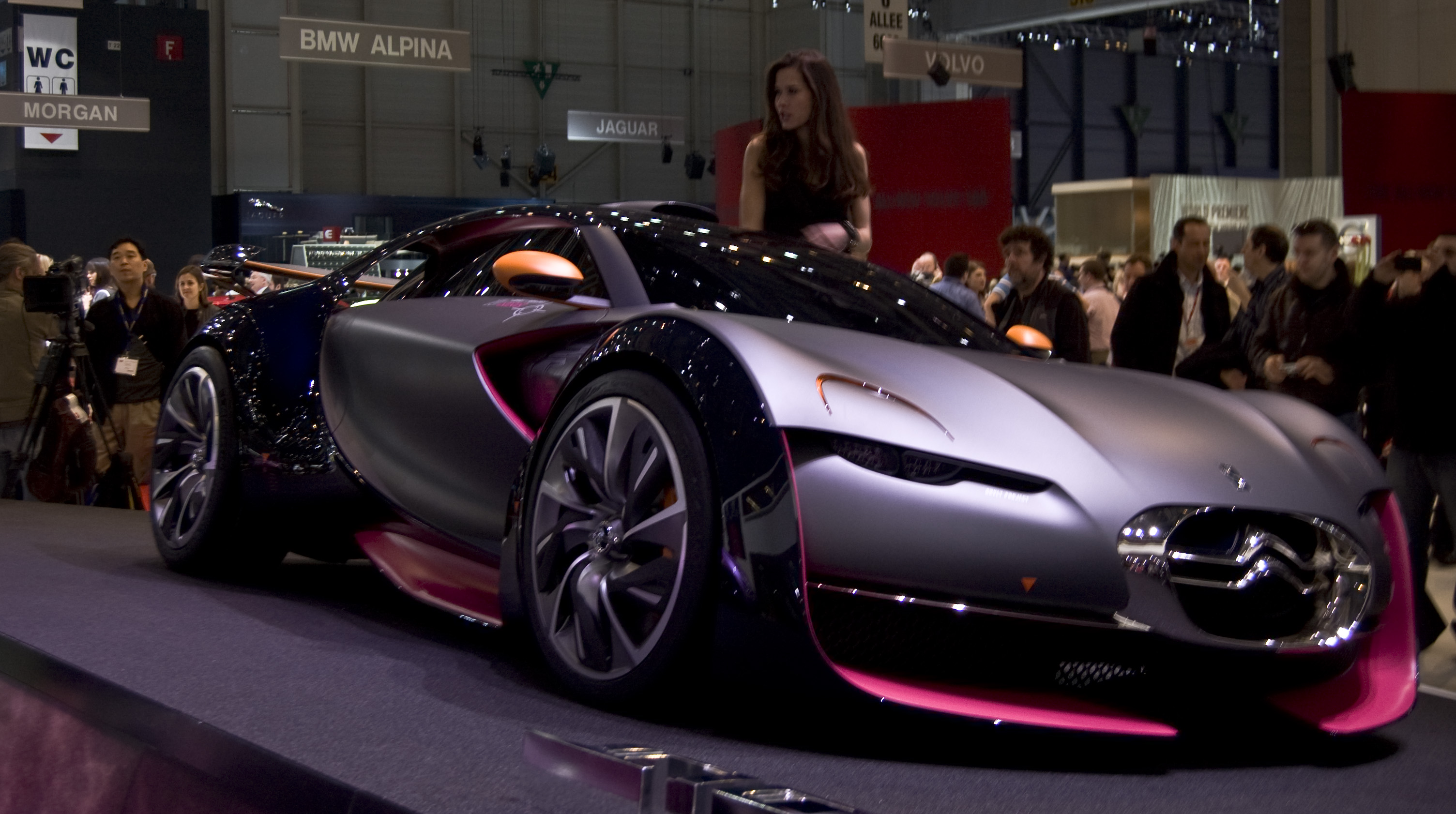
Citroën Survolt.
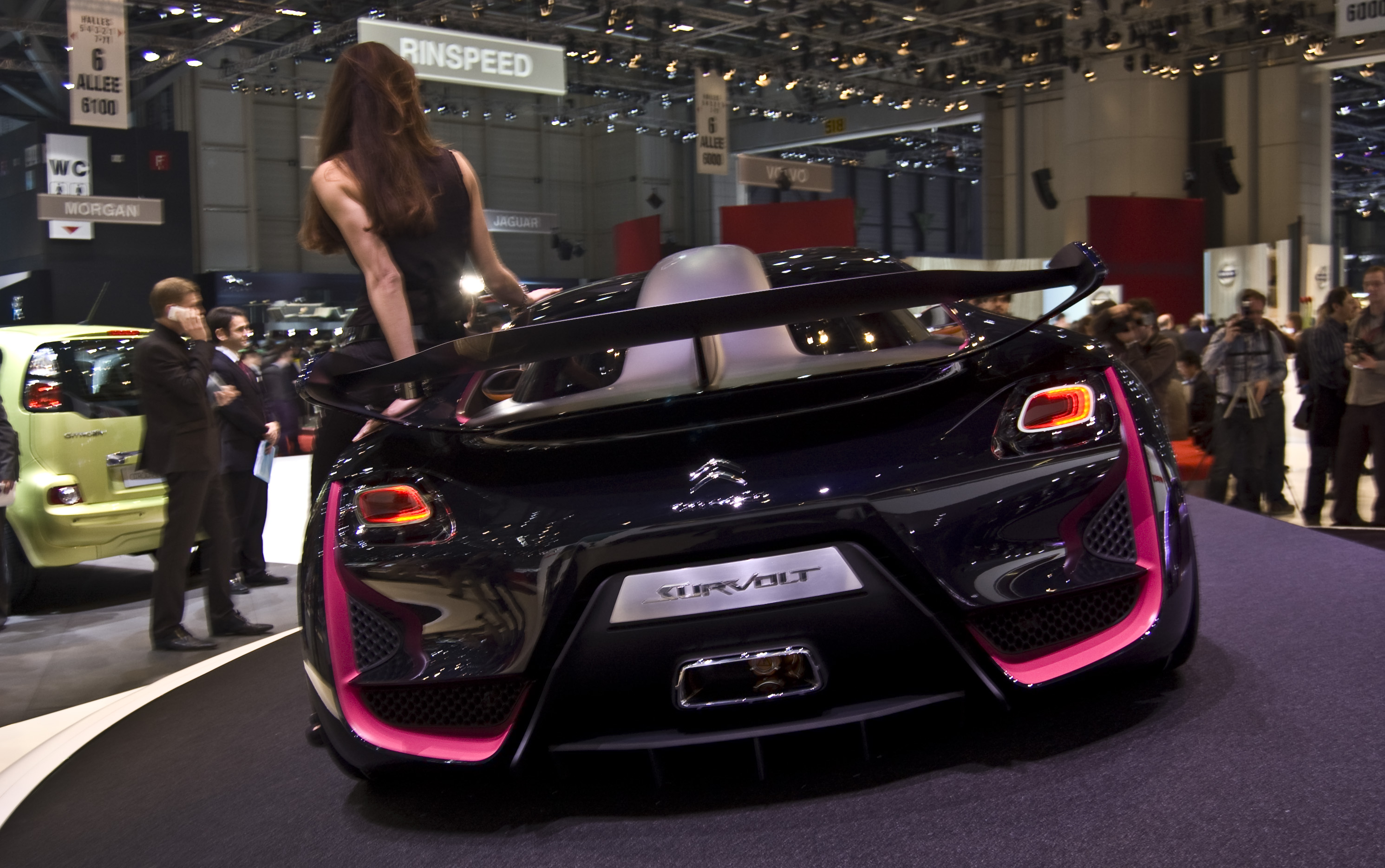
Citroën Survolt.

Galería de la presentación del Citroën Survolt en París.

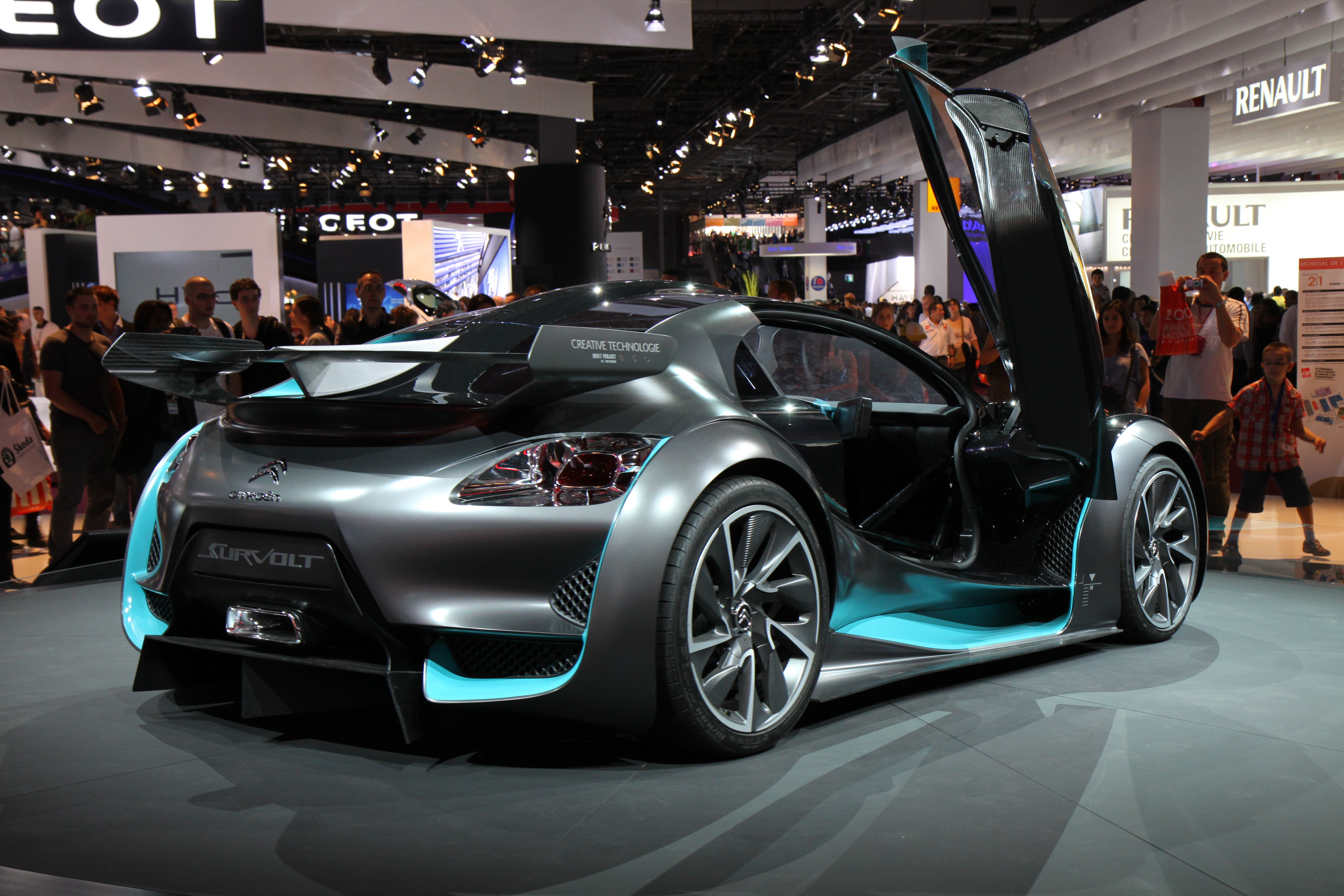
Citroën Survolt.
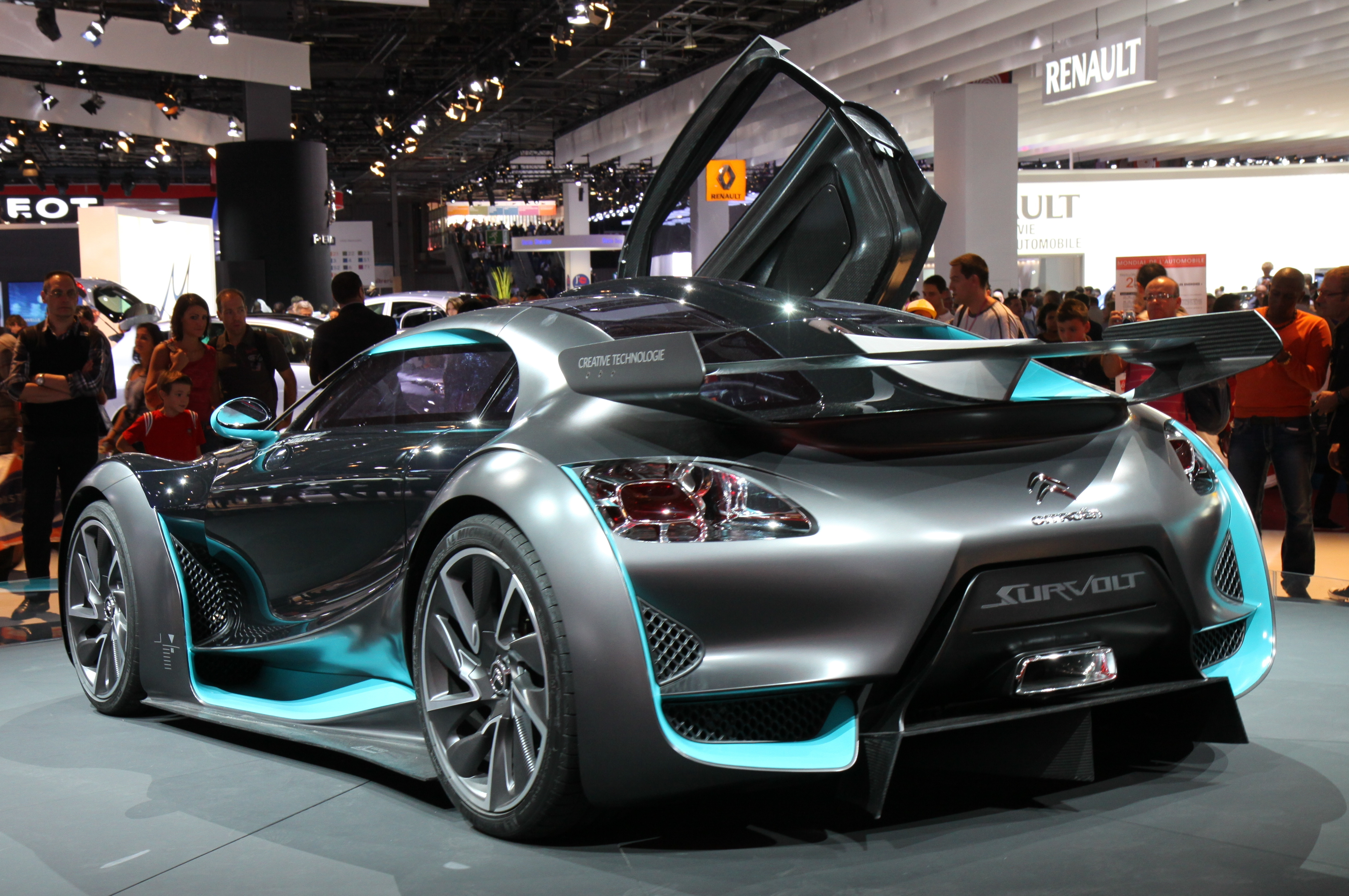
Citroën Survolt.
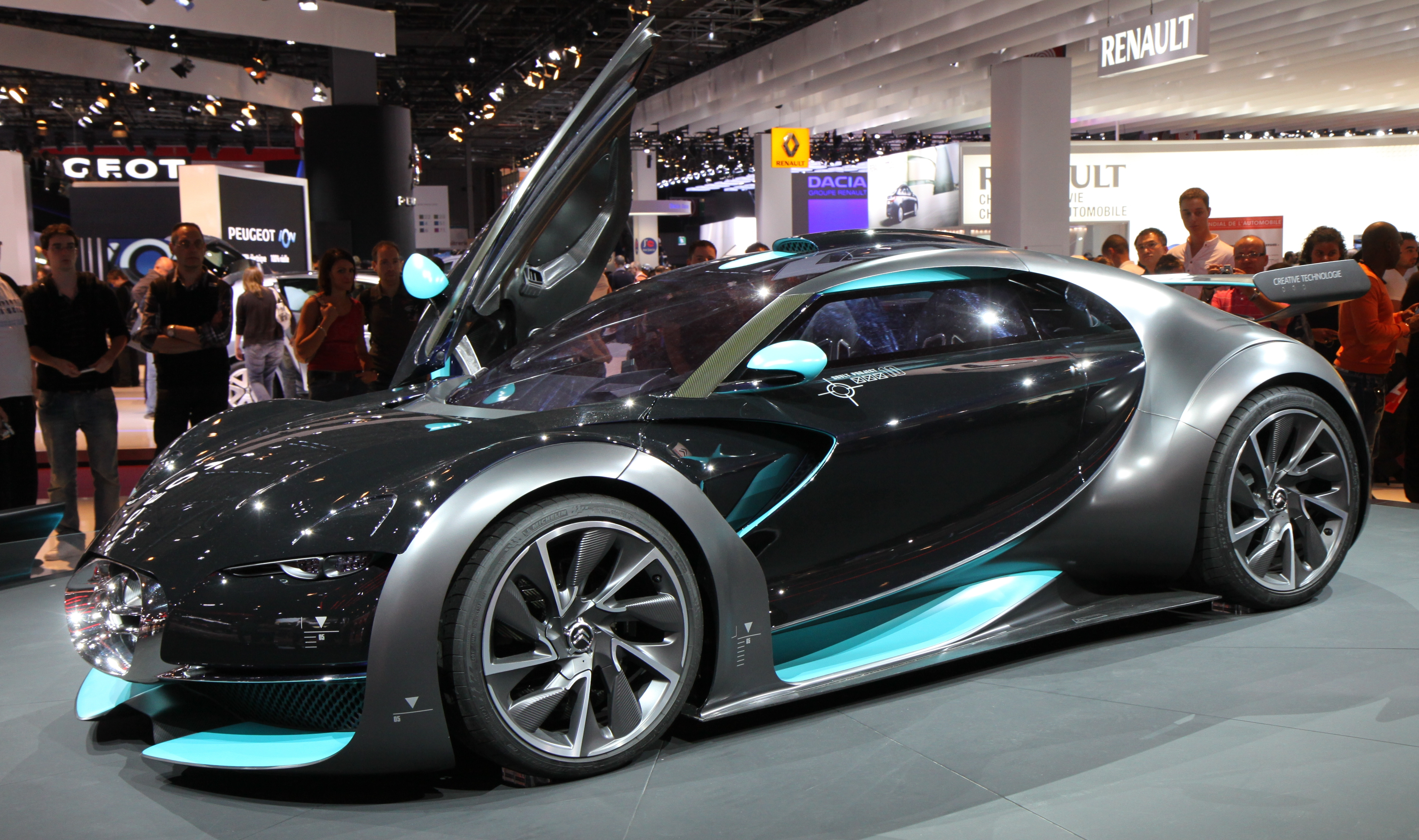
Citroën Survolt.